# Luca Antonio Pagnini
Pour les articles homonymes, voir Pagnini.
Luca Antonio Pagnini est un érudit et poète italien, né à Pistoie en 1737, mort à Pise en 1814.

## Biographie
Né à Pistoie le 15 janvier 1737, Luca Antonio Pagnini reçut l’éducation chrétienne. Ce fut surtout par les soins et les leçons de Cesare Franchini qu’il fit de rapides progrès dans le grec, le latin et l’italien. Le vicaire général des carmes de Mantoue (Mazzei), étant venu visiter leur couvent de Pistoie, entendit l’éloge de Pagnini et lui proposa d’entrer dans leur ordre. Le jeune étudiant se rendit à leur maison de Florence, où il prononça ses vœux en prenant le nom de Giuseppe Maria. De là, il fut envoyé à Parme, et deux ans s’étaient à peine écoulés qu’il prononça en 1758 en présence d’une assemblée générale un discours remarquable par sa latinité cicéronienne. Il obtint des succès en mathématiques et en poésie, comme dans la philosophie et la théologie. Il offrit ensuite au public de très-bonnes traductions italiennes des Bucoliques de Théocrite, Bion et Moschos (Parme, 1780, 2 vol. in-4°) ; d’Hésiode, d’Anacréon, de Callimaque, d’Horace, d’Epictète et d’un grand nombre d’autres ouvrages grecs, latins, anglais, allemands et français, sous les noms de Luca Antonio, ou de Giuseppe Maria, ou d’Eritisco Pilenejo, de l’Académie d'Arcadie. On recherchait surtout ses poésies, ses épigrammes grecques, latines et italiennes. S’il a publié en italien et en latin plusieurs discours, il a aussi traité de géométrie et mathématiques, et il n’est presque aucun genre de littérature, sur lequel il ne se soit exercé. Après avoir professé la philosophie dans son ordre, il enseigna la rhétorique et développa la langue grecque à l’académie de Parme. Il se consacra spécialement à l’enseignement de l’éloquence. En 1806, il fut agrégé à l’Université de Pise en qualité de professeur d’humanités et ensuite des lettres latines par Marie-Louise de Bourbon, régente d’Etrurie pendant la minorité du roi Charles, son fils. En 1813, l’Accademia della Crusca décerna le prix de poésie à sa traduction d’Horace en vers italiens. Après l’occupation de la Toscane par les Français, l’Université de Pise, ayant été réunie à celle de France, devint académie, et le P. Pagnini, doyen de la faculté des lettres, fut nommé professeur de poésie latine. Dans la même année 1813, l’évêque de Pistoie le nomma chanoine de sa cathédrale. Peu de jours avant sa mort, on le vit encore  à l’académie, malgré son grand âge, pour s’acquitter des devoirs de sa chaire. Frappé d’apoplexie, il est mort le 21 mars 1814. Ses obsèques furent célébrées avec pompe à Pise, où son compatriote et collègue Sebastiano Ciampi prononça son Éloge en latin, imprimé depuis à Pistoie, in-8° de 65 pages. On en trouve l’extrait dans le Magasin encyclopédique de janvier 1815 (t. 1er, p. 5-16) avec la liste bibliographique de tous les ouvrages de Pagnini, au nombre de trente-sept.

## Œuvres
- Poesie bucoliche italiane, latine e greche (Parme, 1786) ;
- Theoria rectorum parallelorum (Parme, 1783) ;
- Epigrammi morali cento (Parme, 1799) ;
- des discours sur différents sujets ;
- de nombreuses traductions d’ouvrages grecs, latins, anglais, allemands, français, etc.

Sa traduction d’Horace en vers italiens lui valut, en 1813, un prix de poésie de l’Académie de la Crusca, dont il était membre.

## Source
- « Pagnini (Luc-Antoine) », dans Pierre Larousse, Grand dictionnaire universel du XIXe siècle, Paris, Administration du grand dictionnaire universel, 15 vol., 1863-1890 [détail des éditions].
- « Pagnini (Luc-Antoine) », dans Louis-Gabriel Michaud, Biographie universelle ancienne et moderne : histoire par ordre alphabétique de la vie publique et privée de tous les hommes avec la collaboration de plus de 300 savants et littérateurs français ou étrangers, 2e édition, 1843-1865 [détail de l’édition]